# Galleria Vittorio Emanuele II
Ne doit pas être confondue avec la Galleria Vittorio Emanuele III de Messine
La Galleria Vittorio Emanuele II est une galerie commerçante historique de prestige de style néo-classique à tendance baroque du XIXe siècle du centre de Milan. Surnommée le « salon de Milan », elle constitue un passage entre la place du dôme de Milan et la Scala. Elle a été baptisée du nom du roi Victor-Emmanuel II d'Italie.

## Histoire

### Contexte historique

#### Milan, une ville au cœur médiéval
Après le congrès de Vienne, où les puissances coalisées règlent le démantèlement du Premier Empire, le royaume d'Italie instauré par l'empereur Napoléon Ier en 1805 disparaît et laisse place au royaume de Lombardie-Vénétie. La ville de Milan est alors rendue à l'empire d'Autriche qui la gouvernait avant les guerres de la Révolution française. Des travaux engagés sous l'ère napoléonienne sont achevés par les autorités autrichiennes, notamment l'aménagement de la Porta Sempione et son Arco della Pace, au nord-ouest de la ville. En revanche, le centre de la cité lombarde ne subit pas de transformation urbanistique significative, si bien qu'il est l'héritier d'un système de voies de circulation remontant à l'époque médiévale et à la Renaissance. En particulier, le Duomo donne sur un parvis de petite envergure et irrégulier, et les rues attenantes sont étroites et tortueuses. La possibilité d'un réaménagement architectural de la piazza del Duomo, si elle avait déjà été envisagée au XVIIIe siècle par les architectes Luigi Vanvitelli et Giuseppe Piermarini, sans toutefois recevoir une suite favorable à l'époque, se fait dès lors plus prégnante au cours de la première moitié du XIXe siècle.

#### «Mode» des passages couverts
À la fin du XVIIIe siècle, Paris voit apparaître le genre du passage couvert avec la construction des galeries de Bois du Palais-Royal, commandées par le duc d'Orléans Louis-Philippe. Par la suite, sous la Révolution française et l'ère napoléonienne, d'autres galeries parisiennes voient le jour, comme le passage du Caire en 1798 ou le passage des Panoramas en 1800. Mais c'est sous la Restauration que ce type architectural connaît un âge d'or. 
À Paris, leur nombre s'accroît très rapidement dans les années 1820. En outre, avec son toit de verre et de fer, élément central et systématiquement présent afin de laisser passer la lumière, le passage couvert devient un modèle qui se diffuse dans les villes européennes.

### Construction
La galerie est due à l'architecte Giuseppe Mengoni. Son projet a été sélectionné au terme d'un concours, parmi plus de 200 propositions au total. Malheureusement, l'architecte ne verra pas la fin de la construction, puisqu'il perd la vie avant que la structure soit achevée. 
Sa construction dura onze ans, de 1867 à 1878 et se termina par l'arc de triomphe donnant sur la place du Dôme.

### Inauguration et réception
La galerie fut inaugurée le 1er janvier 1878 par le roi Victor-Emmanuel II d'Italie.

### Destruction et restauration après la Seconde Guerre mondiale

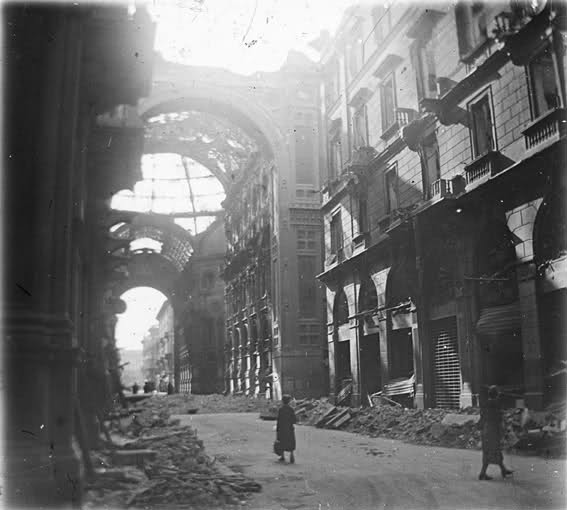
Milan bombardé et réduit en ruines pendant la Seconde Guerre mondiale.

Au cours de l'été 1943, la Galerie fut presque entièrement détruite sous les bombardements aériens anglo-américains. La couverture en verre, et une partie de la structure ont été démolies, et les façades ont été endommagées. 
Les travaux de reconstruction n'ont commencé qu'en 1948, et ont duré plusieurs années. 

## Architecture et occupants

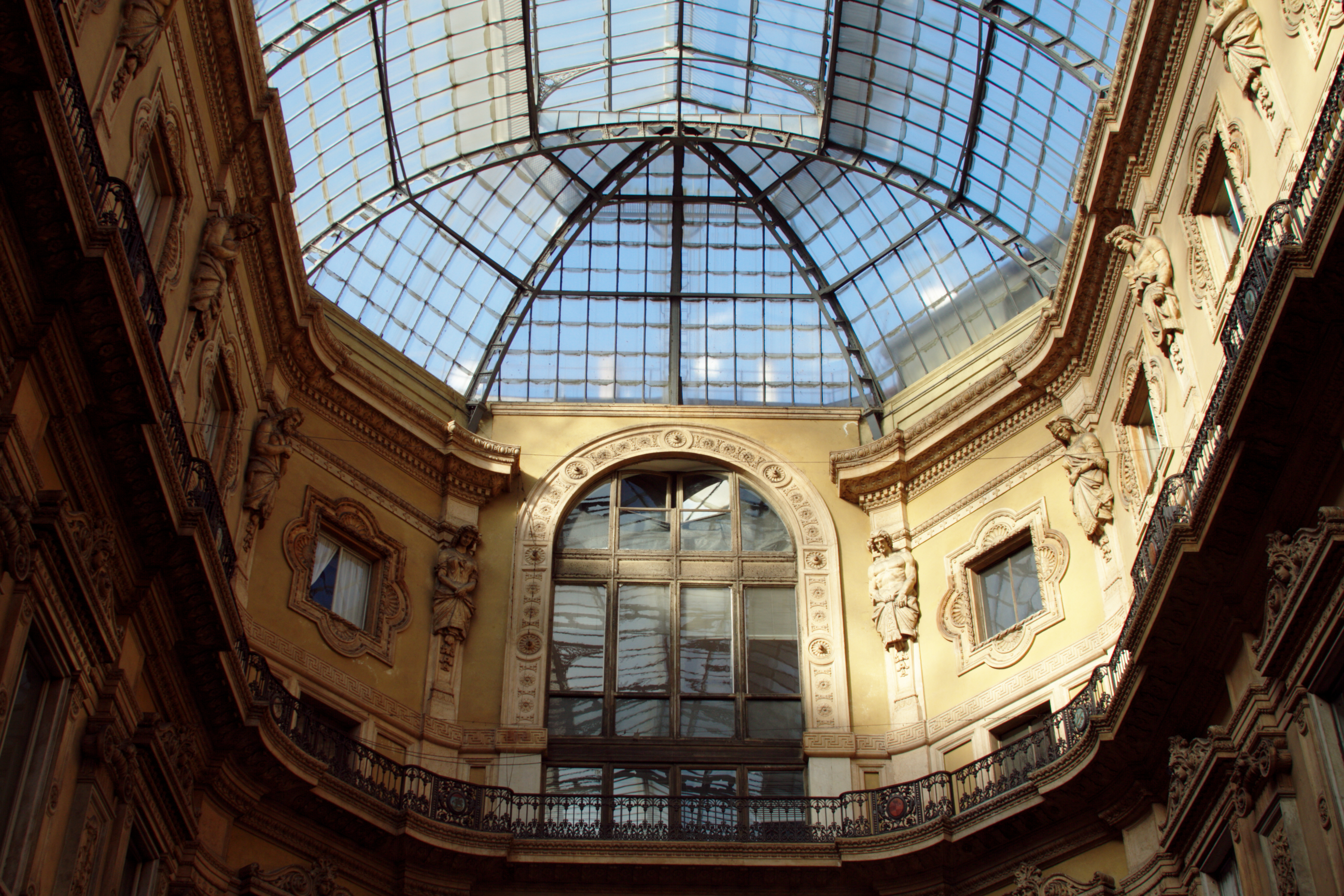
Verrière

La galleria Vittorio Emanuele II est un des lieux milanais les plus importants du centre-ville pour sa beauté et son prestige. Elle est occupée par de nombreuses boutiques, librairies dont Éditions Feltrinelli, antiquaires, cafés, restaurants, boutiques de luxe dont Armani, Borsalino, Prada et Tod's.

### Caractéristiques générales
La galerie adopte la forme d'une croix dont les bras (bracci en italien) s'interceptent en leur centre. L'allée longitudinale, orientée du nord au sud, a une longueur de 196,62 m, tandis que l'allée transversale, plus courte, mesure 105,10 m. Elles présentent une largeur identique égale à 14,50 m.
Elles sont couvertes par une verrière impressionnante. Un arc de triomphe est situé à l'extrémité qui donne sur la place du Dôme.
La galerie est composée d'une structure en partie métallique et surtout de ciment naturel moulé, de couleur ocre. C'est un des plus beaux exemples de l'architecture cimentière, en ciment prompt naturel, du XIXe siècle.

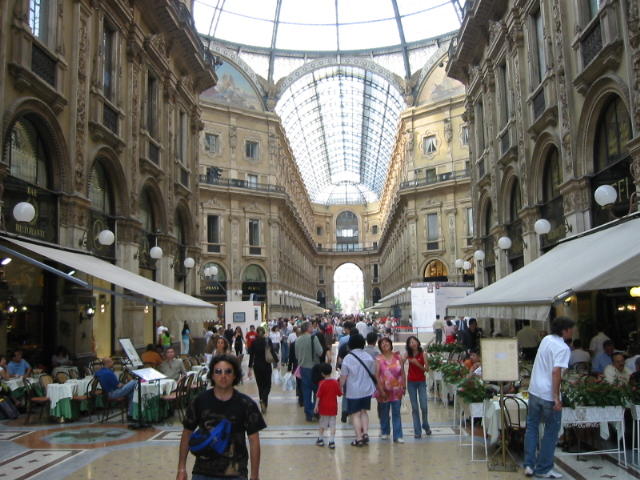
La Galleria.
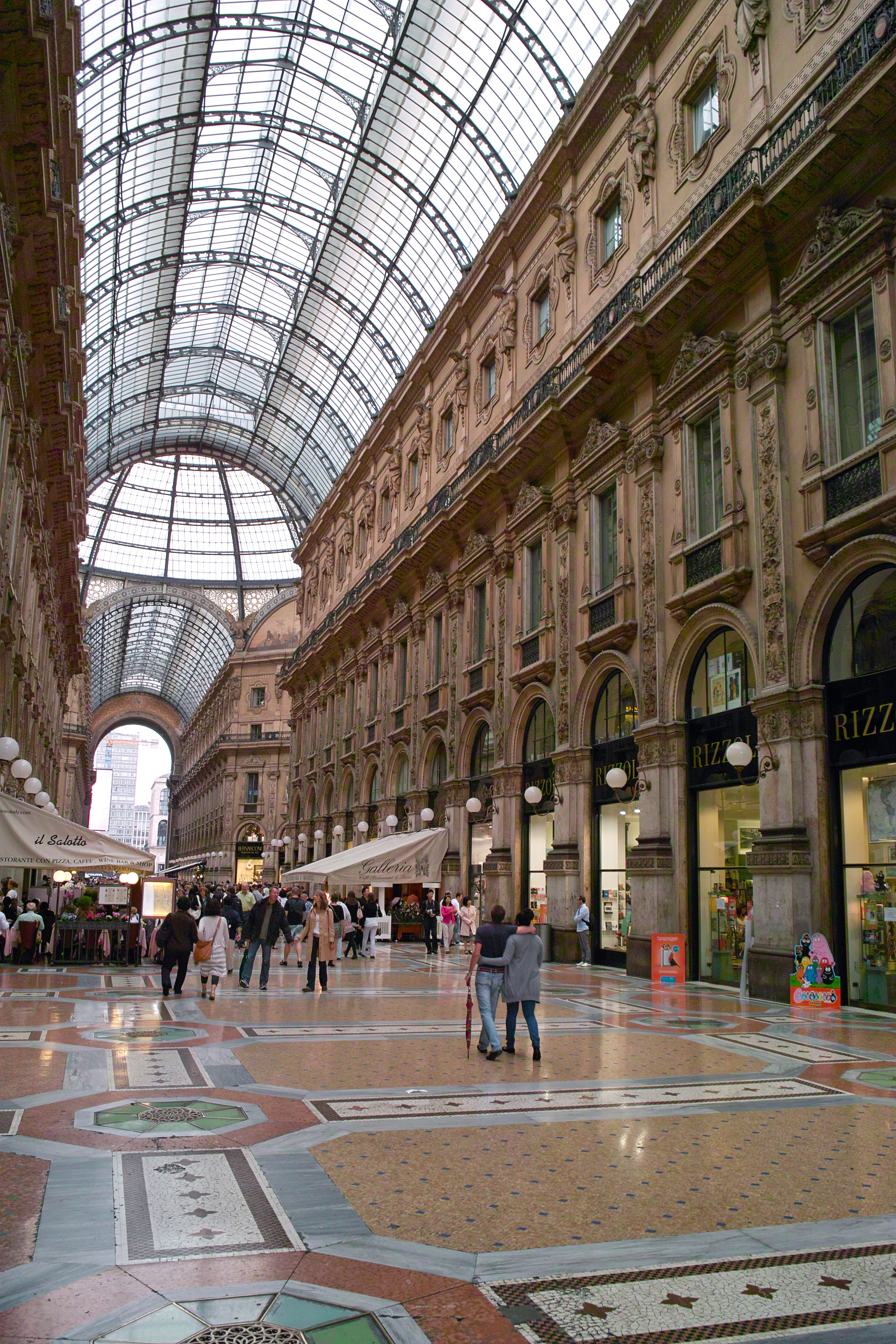
La Galleria.
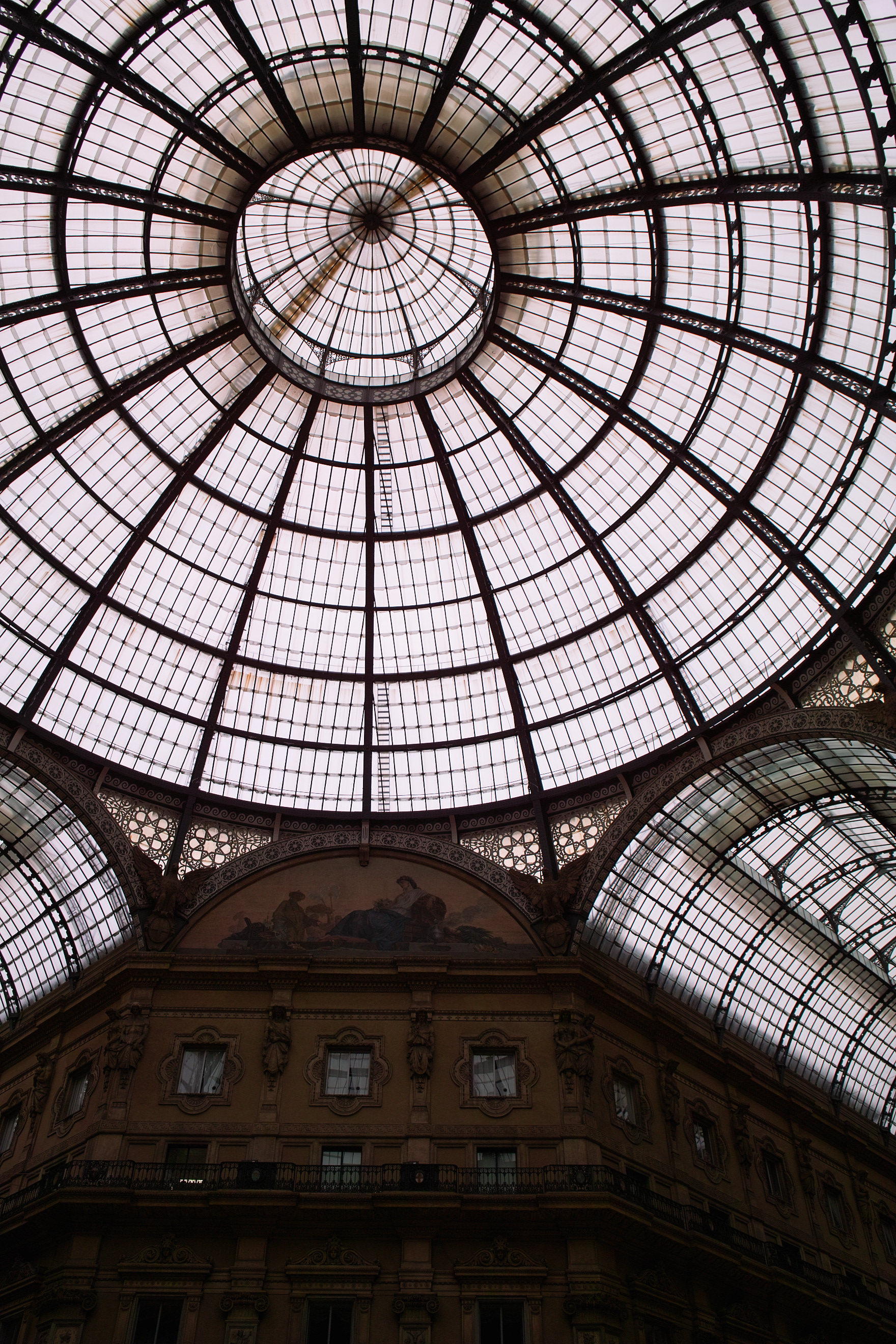
Vue de la coupole.
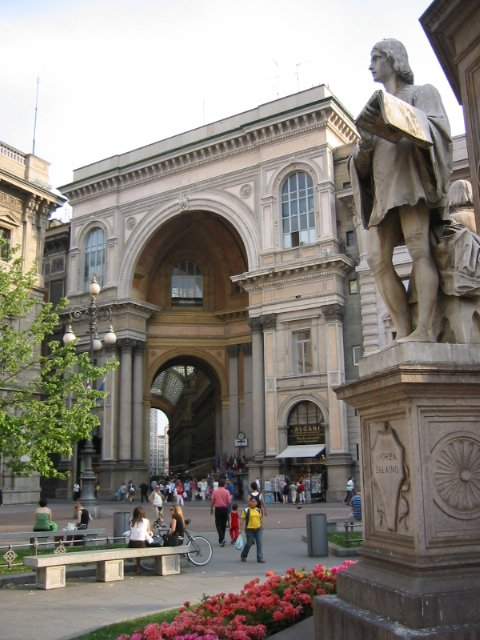
Sortie côté Scala.

### Ornementations
Au centre de la galerie, en hauteurs on peut voir 4 mosaïques, qui représentent chacune un continent identifiable par différents attributs : 
- Europe : Ange, femme habillée en style grec ou romain antique, couronne de lauriers
- Afrique : Femme habillée style Égypte antique, lion, et personne de couleur noir
- Asie et Moyen-Orient : Femme habillée style oriental, chameau et un homme portant un chapeau conique attributs associé très souvent à la Chine
- Amérique : Effigie de Christophe Colomb, Personne portant une coiffe a plume associé aux peuples natifs du nouveau monde

Au sol, au centre de la galerie, on peut également trouver un blason avec une croix blanche sur fond rouge, symbole de la maison de Savoie à laquelle Victor-Emmanuel II appartient.

#### Légende[2]
Dans la mosaïque au centre de la galerie, on trouve une représentation d'un taureau. Une légende raconte que faire trois tours sur soi-même, avec le talon droit posé sur ses parties génitales, porterait chance. 
Cette pratique nécessite de régulières rénovation de la mosaïque, qui se trouve endommagée.  